# Acid pantotenic
Acidul pantotenic (din limba greacă pantoten - de peste tot), sau vitamina B5, este cea mai răspândită vitamină, aceasta fiind prezentă în aproape toate felurile de mâncare.

## Sinteza coenzimei A
Acidul pantotenic a fost recunoscut ca factor de creștere al drojdiei de bere 
- este sintetizat de plante și este necesar în alimentația vertebratelor. B5 intră în structura coenzimei A - funcția majoră a CoA este de a transporta grupări acil; ex: acetil care rezultă în urma unor procese de oxidare degenerativă. Produsul final de reacție, în special CoA este foarte bogat în energie și reacționează enzimatic pe 2 căi distincte: o cale anabolică, unde acetil-CoA este punctul de plecare în numeroase procese de biosinteză; ex: în biosinteza acizilor grasi, colesterolului, acetilcolinei. Pe de altă parte acetil CoA este un punct din procesul catabolic care poate continua cu ciclul krebs și se încheie cu lanțul respirator.

## Utilizarea în medicină
- Menținerea echilibrului;
- Dermatite ( disputat)

## Alimente bogate în acid pantotenic
Aproape toate felurile de mâncare, în special:
- Ouăle;
- Nuci;
- Fructe.